# Annikerisz
Annikerisz (ógörögül: Ἀννίκερις), (i. e. 4. század – i. e. 3. század) görög hedonista filozófus.

## Élete
Arisztipposz híve, a kürénéi hedonista iskola tagja volt. Diogenész Laertiosztól tudjuk, hogy Paraibatész tanítványa volt Hégésziásszal együtt. Diogenésznél és Plutharkosznál a Párhuzamos életrajzokban olvashatunk arról, hogy ő váltotta ki a rabszolgaságból Platónt. Plutarkhosz arról is említést tett, hogy állítólag Annikerisz adott pénzt Platónnak ahhoz, hogy Athénben megalapítsa a filozófia iskoláját, az Akadémiát.

## Tanítása
Annikerisz szerint nincs hála, barátság vagy jótétemény, mivel ezeket nem önmagunk miatt választjuk, hanem a haszon miatt, és ha elmarad, azok nem állnak fenn. Az ember sohasem lehet boldog, mivel a testet sok szenvedés kínozza, a lélek pedig együtt szenved a testtel, ezért gyakran zavaros állapotba kerül. Az érzékszervek nyújtotta megismerést elvetette, mivel azok csak zavaros információkkal szolgálhatnak az elmének. Annikerisz és követői szerint az emberi életnek nincsen egy meghatározott célja, az egyetlen cél a cselekedetekből fakadó gyönyör. A gyönyör akkor is jó, ha a legilletlenebb tettekből származik, mert ha a cselekedet helytelen is, de a gyönyör önmagáért kívánatos jó.
Annikerisz szerint a testi gyönyörök sokkal jobbak a lelkieknél, és a testi szenvedések is sokkal rosszabbak a lelkieknél. A fájdalomérzet ugyanis igen nehezen viselhető el, a gyönyör ellenben jobban megfelel a természetünknek.

## Lásd még
- Kürénéi hedonizmus